# Australisk skedand
Australisk skedand (Anas rhynchotis) är en fågel i familjen änder inom ordningen andfåglar.

## Utbredning och systematik
Australisk skedand förekommer som namnet avslöjar i Australien, men även på Nya Zeeland. Den behandlas antingen som monotypisk men delas ibland upp i två underarter:
- S. r. rhynchotis – har ett fragmenterat utbredningsområde i sydvästra och östra Australien samt på Tasmanien
- S. r. variegata – förekommer på Nya Zeeland

### Släktestillhörighet
Australisk skedand är nära släkt med skedand. Tillsammans med exempelvis årta förs de numera oftast till släktet Spatula. Flera genetiska studier visar att dessa står närmare ångbåtsänder i Tachyeres och sydamerikanska änderna i de monotypiska släktena Speculanas, Lophonetta och Amazonetta. Svenska BirdLife Sveriges taxonomikommitté följde efter 2022.

## Status och hot
Arten har ett stort utbredningsområde och en stor population med oklar utveckling. Utifrån dessa kriterier kategoriserar IUCN arten som livskraftig (LC). Beståndet uppskattas till mellan 130 000 och 245 000 individer.

## Bildgalleri

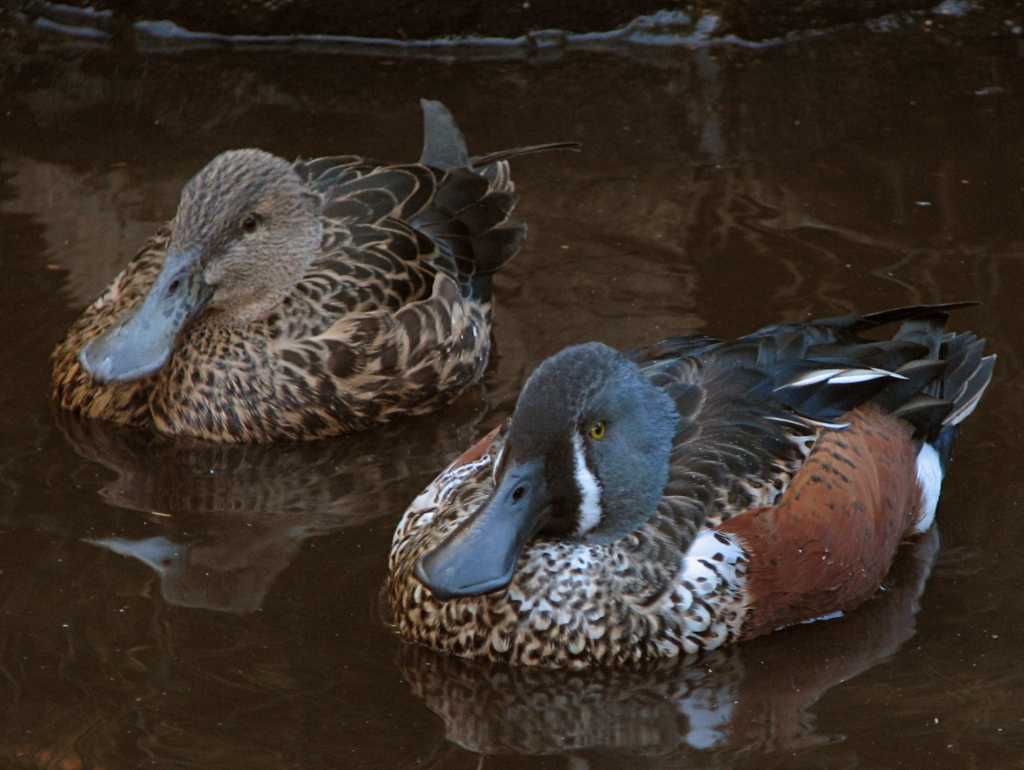
Par
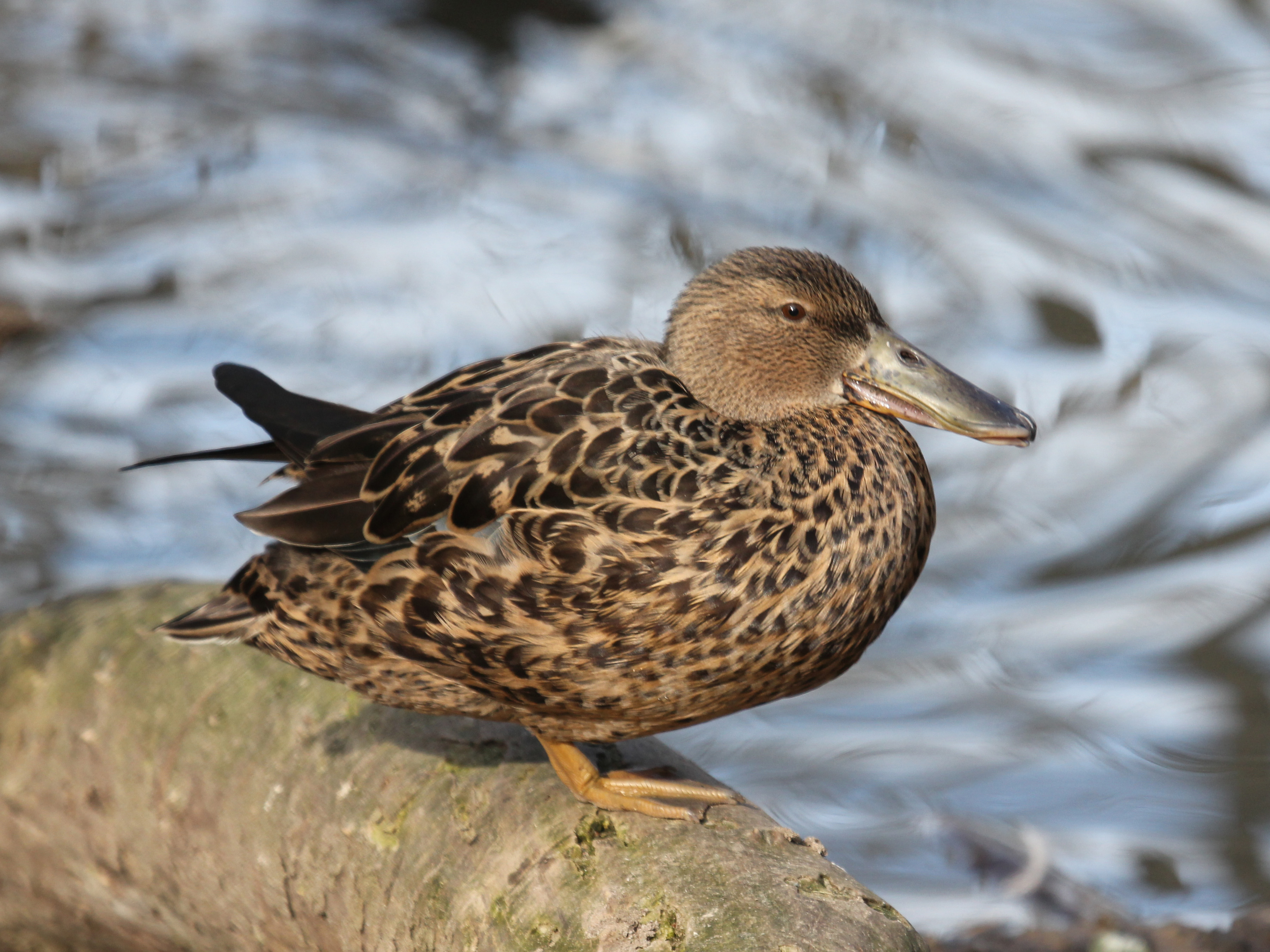
Hona
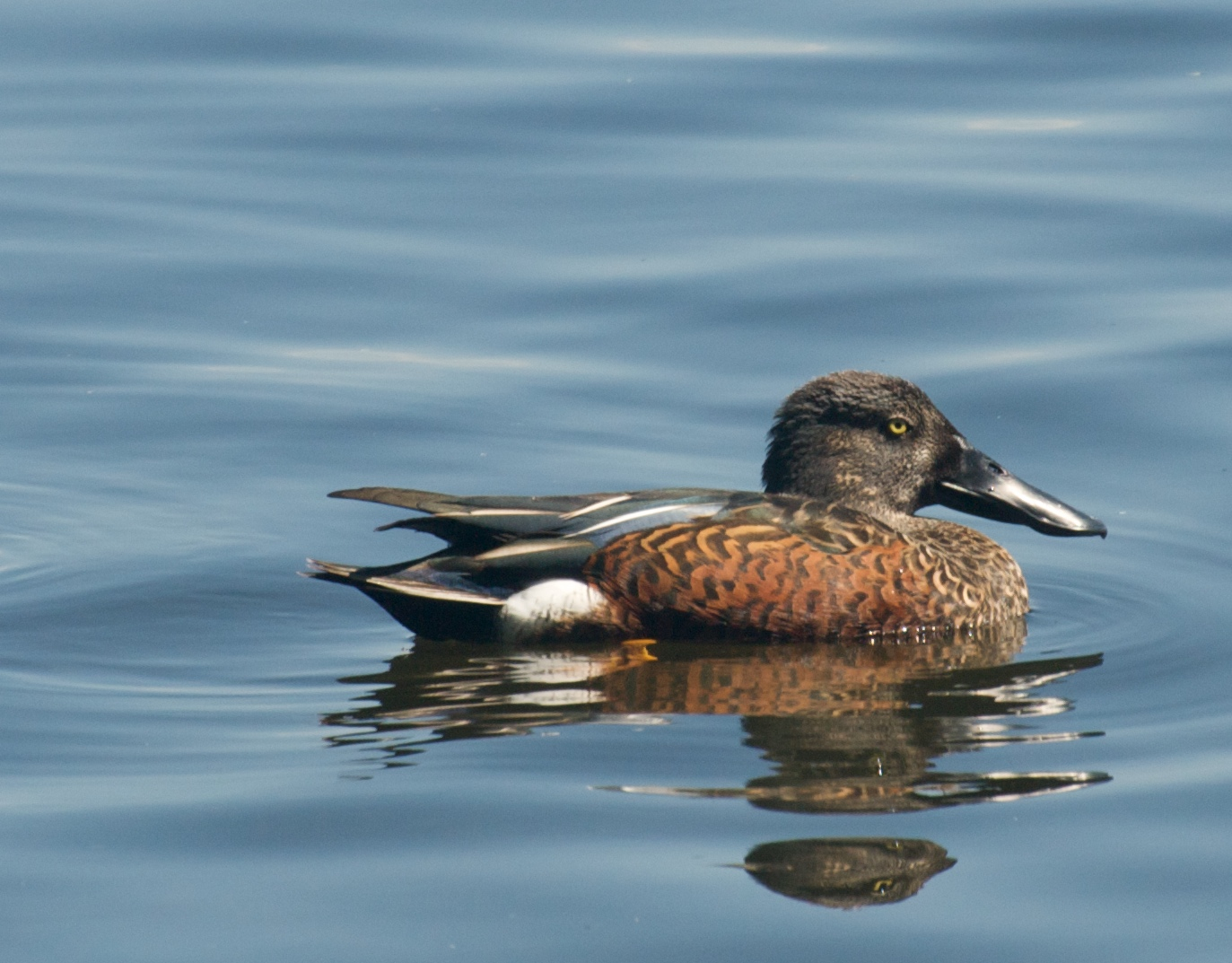
Hane
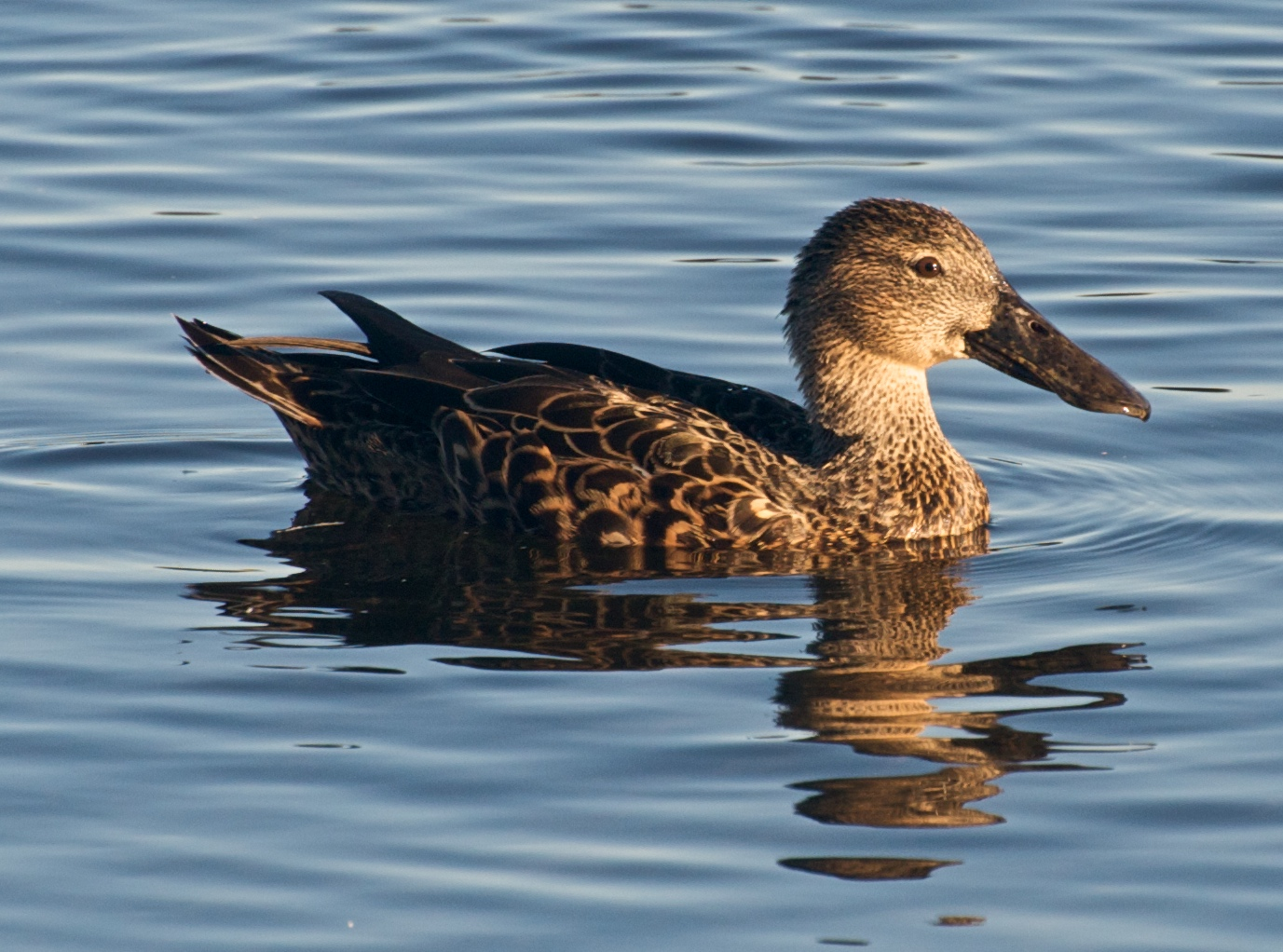
Hona
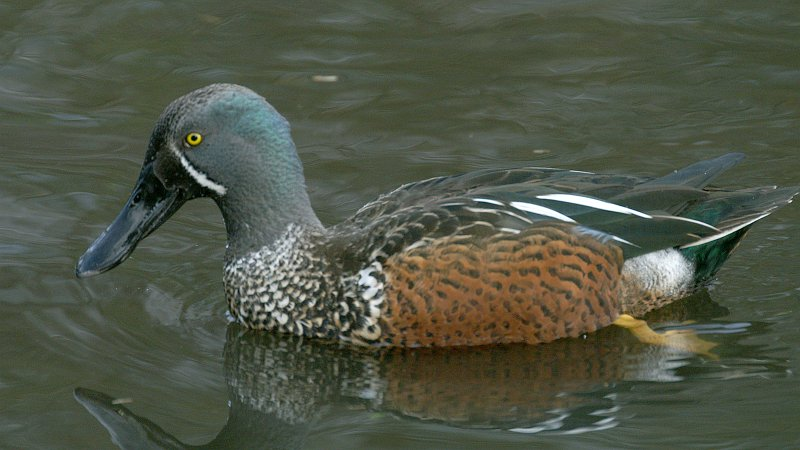
Hane